# Sor Juana López
Juana López Guerra, más conocida como Sor Juana López, fue una monja y escritora del período colonial chileno adscrita al discurso confesional de religiosas indianas presente en los claustros de Sudamérica entre los siglos XVII y XIX. Abordó el género poético.
Hija de Francisca Guerra y Francisco López y Villaseñor —quien llegara a ser asesor del virrey del Perú Agustín de Jáuregui—, fue hermana de Fray Francisco López, connotado poeta colonial.
Junto a la autobiografía de la monja clarisa Úrsula Suárez, el trabajo epistolar de sor Josefa de los Dolores y los poemarios de sor Tadea de San Joaquín, la producción de sor Juana se inserta dentro de los primeros registros literarios de mujeres en Chile que se identifican y expresan «en el territorio de la ciudad y cultura letradas del mundo colonial chileno del siglo XVIII». Ello no quiere decir que durante esa época no existieron más textos escritos de religiosas, pero es probable que muchos de ellos hayan desaparecido por traslados o por la destrucción de éstos a petición de las autoras; en particular, sor Juana escribió narraciones sobre lo que ocurría en el Monasterio del Carmen de San José donde residía, anexando poemas y versos aunque el único que se conservaría se titula Acto de Contrición.